# Liste der Biografien/Wop
Liste der Biografien |
Portal Biografien |
Personensuche
# |
A |
B |
C |
D |
E |
F |
G |
H |
I |
J |
K |
L |
M |
N |
O |
P |
Q |
R |
S |
T |
U |
V |
W |
X |
Y |
Z |
?
 
Wa |
Wc |
Wd |
We |
Wh |
Wi |
Wj |
Wl |
Wn |
Wo |
Wr |
Ws |
Wt |
Wu |
Ww |
Wy |
Wz
 
Woa |
Wob |
Woc |
Wod |
Woe |
Wof |
Wog |
Woh |
Woi |
Woj |
Wok |
Wol |
Wom |
Won |
Woo |
Wop |
Wor |
Wos |
Wot |
Wou |
Wov |
Wow |
Wox |
Woy |
Woz
Die Liste der Biografien führt alle Personen auf, die in der deutschsprachigen Wikipedia einen Artikel haben. Dieses ist eine Teilliste mit 18 Einträgen von Personen, deren Namen mit den Buchstaben „Wop“ beginnt.

## Wop

### Wopa
- Wopat, Tom (* 1951), US-amerikanischer SchauspielerTom Wopat (* 1951)

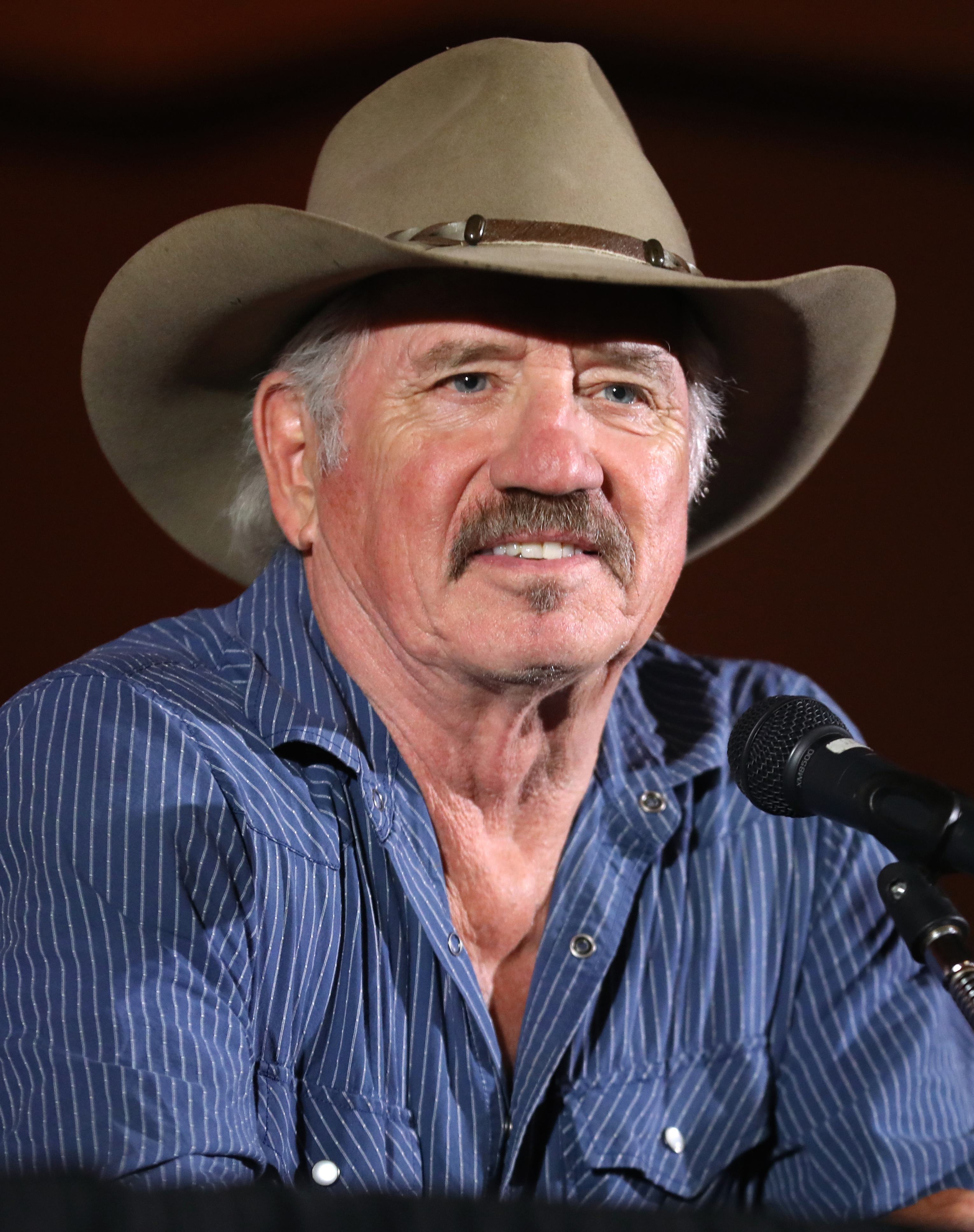
Tom Wopat (* 1951)

### Wopc
- Wöpcke, Franz (1826–1864), deutscher Mathematiker und Orientalist

### Wope
- Wopersnow, Arndt von (1573–1621), braunschweigischer Landesbeamter
- Wopersnow, Joachim Ulrich von (1715–1782), dänischer Generalmajor
- Wopersnow, Joachim von († 1574), deutscher Geistlicher, Schweriner Domdechant und mecklenburgisch-güstrowscher Hofrat
- Wopersnow, Johann Friedrich Ludwig von (1717–1771), preußischer Major
- Wopersnow, Peter Christoph von (1712–1760), preußischer Major

### Wopf
- Wopfner, Georg (1870–1933), bayerischer Ministerialrat
- Wopfner, Helmut (1924–2021), österreichischer Geologe und Hochschullehrer
- Wopfner, Hermann (1876–1963), österreichischer Volkskundler und Historiker
- Wopfner, Joseph (1843–1927), österreichisch-deutscher Maler

### Wopm
- Wopmann, Alfred (* 1936), österreichischer Theaterregisseur und Intendant

### Wopp
- Wopp, Christian (1947–2012), deutscher Sportwissenschaftler
- Wopp, Paul (1881–1943), deutscher Fußballspieler
- Wopp, Timo (* 1976), deutscher Kabarettist, Moderator, Vortragsredner und Jongleur
- Wopperer, Jeannette (* 1967), deutsche Politikerin (CDU), MdL
- Wöppermann, Katharina (* 1962), österreichische Kostüm-, Bühnen- und Szenenbildnerin
- Woppowa, Jan (* 1974), deutscher römisch-katholischer Theologe